# Блиншвилер
Блиншвилер (фр. Blienschwiller) насеље је и општина у источној Француској у региону Алзас, у департману Доња Рајна која припада префектури Селестат Ерштајн.
По подацима из 2011. године у општини је живело 338 становника, а густина насељености је износила 110,1 становника/km². Општина се простире на површини од 3,07 km². Налази се на средњој надморској висини од 230 метара (максималној 411 m, а минималној 189 m).

## Демографија
| 1962. | 1968. | 1975. | 1982. | 1990. | 1999. | 2011. |
| ----- | ----- | ----- | ----- | ----- | ----- | ----- |
| 344   | 365   | 350   | 304   | 292   | 288   | 338   |

График промене броја становника у току последњих година